# Tour de Catalogne 1997
Le Tour de Catalogne 1997 est la 77e édition du Tour de Catalogne, une course cycliste par étapes en Espagne. L’épreuve se déroule sur 8 étapes du 19 au 26 juin 1997 sur un total de 1 167,5 km. Le vainqueur final est l'Espagnol Fernando Escartín de l’équipe Kelme, davant Ángel Luis Casero et Mikel Zarrabeitia.

## Étapes
| Étape | Date    | Parcours                                            | km    | Vainqueur d’étape          | Leader du classement général |
| ----- | ------- | --------------------------------------------------- | ----- | -------------------------- | ---------------------------- |
| 1a    | 19 juin | Vila-seca – Le Pineda                               | 71,9  | Ján Svorada (CZE)          | Ján Svorada (CZE)            |
| 1b    | 19 juin | Port Aventura – Le Pineda (clm)                     | 7,8   | Christopher Boardman (GBR) | Christopher Boardman (GBR)   |
| 2     | 20 juin | Port Aventura – Lleida                              | 163,0 | Ján Svorada (CZE)          | Christopher Boardman (GBR)   |
| 3     | 21 juin | Les Borges Blanques – Manresa                       | 186,7 | Sergueï Outschakov (UKR)   | Christopher Boardman (GBR)   |
| 4     | 22 juin | Sant Joan Despí – Barcelone                         | 129,7 | Ján Svorada (CZE)          | Christopher Boardman (GBR)   |
| 5     | 23 juin | Vic - Vic (clm)                                     | 22,1  | Christopher Boardman (GBR) | Christopher Boardman (GBR)   |
| 6     | 24 juin | Casa Tarradellas (Vic) – Platja d'Aro               | 160,7 | Fernando Escartín (ESP)    | Christopher Boardman (GBR)   |
| 7     | 25 juin | Girona – Vallnord (AND)                             | 237,0 | Bo Hamburger (DEN)         | Fernando Escartín (ESP)      |
| 8     | 26 juin | Andorre-la-Vieille (AND) – Andorre-la-Vieille (AND) | 188,6 | Sergueï Outschakov (UKR)   | Fernando Escartín (ESP)      |

### 1reétape A
19-06-1997: Vila-seca – Le Pineda, 71,9 km :
|   | Cycliste                 | Équipe    | Temps           |
| - | ------------------------ | --------- | --------------- |
| 1 | Ján Svorada (CZE)        | Mapei     | 1 h 57 min 23 s |
| 2 | Federico Colonna (ITA)   | Asics-CGA | m. t.           |
| 3 | Frédéric Moncassin (FRA) | GAN       | m. t.           |

|   | Cycliste                 | Équipe    | Temps           |
| - | ------------------------ | --------- | --------------- |
| 1 | Ján Svorada (CZE)        | Mapei     | 1 h 57 min 23 s |
| 2 | Federico Colonna (ITA)   | Asics-CGA | m. t.           |
| 3 | Frédéric Moncassin (FRA) | GAN       | m. t.           |

### 1reétape B
19-06-1997: Port Aventura – Le Pineda, 7,8 km (clm):
|   | Cycliste                   | Équipe  | Temps      |
| - | -------------------------- | ------- | ---------- |
| 1 | Christopher Boardman (GBR) | GAN     | 8 min 42 s |
| 2 | Ángel Luis Casero (ESP)    | Banesto | + 12 s     |
| 3 | Aitor Garmendia (ESP)      | ONCE    | m.t.       |

|   | Cycliste                   | Équipe  | Temps           |
| - | -------------------------- | ------- | --------------- |
| 1 | Christopher Boardman (GBR) | GAN     | 2 h 06 min 05 s |
| 2 | Ángel Luis Casero (ESP)    | Banesto | + 12 s          |
| 3 | Aitor Garmendia (ESP)      | ONCE    | m.t.            |

### 2eétape
20-06-1997: Port Aventura – Lleida, 163,0 km :
|   | Cycliste                 | Équipe    | Temps           |
| - | ------------------------ | --------- | --------------- |
| 1 | Ján Svorada (CZE)        | Mapei     | 4 h 01 min 01 s |
| 2 | Frédéric Moncassin (FRA) | GAN       | m. t.           |
| 3 | Federico Colonna (ITA)   | Asics-CGA | m. t.           |

|   | Cycliste                   | Équipe  | Temps           |
| - | -------------------------- | ------- | --------------- |
| 1 | Christopher Boardman (GBR) | GAN     | 6 h 07 min 06 s |
| 2 | Ángel Luis Casero (ESP)    | Banesto | + 12 s          |
| 3 | Aitor Garmendia (ESP)      | ONCE    | m.t.            |

### 3eétape
21-06-1997: Les Borges Blanques – Manresa, 186,7 km :
|   | Cycliste                 | Équipe     | Temps           |
| - | ------------------------ | ---------- | --------------- |
| 1 | Sergueï Outschakov (UKR) | Team Polti | 5 h 00 min 56 s |
| 2 | Peter Van Petegem (BEL)  | TVM        | m. t.           |
| 3 | Ángel Luis Casero (ESP)  | Banesto    | m. t.           |

|   | Cycliste                   | Équipe  | Temps            |
| - | -------------------------- | ------- | ---------------- |
| 1 | Christopher Boardman (GBR) | GAN     | 11 h 08 min 02 s |
| 2 | Ángel Luis Casero (ESP)    | Banesto | + 12 s           |
| 3 | Fernando Escartín (ESP)    | Kelme   | + 23 s           |

### 4eétape
22-06-1997: Sant Joan Despí - Barcelone, 129,7 km :
|   | Cycliste                 | Équipe    | Temps           |
| - | ------------------------ | --------- | --------------- |
| 1 | Ján Svorada (CZE)        | Mapei     | 3 h 26 min 24 s |
| 2 | Federico Colonna (ITA)   | Asics-CGA | m. t.           |
| 3 | Frédéric Moncassin (FRA) | GAN       | m. t.           |

|   | Cycliste                   | Équipe  | Temps            |
| - | -------------------------- | ------- | ---------------- |
| 1 | Christopher Boardman (GBR) | GAN     | 14 h 34 min 26 s |
| 2 | Ángel Luis Casero (ESP)    | Banesto | + 12 s           |
| 3 | Fernando Escartín (ESP)    | Kelme   | + 23 s           |

### 5eétape
23-06-1997: Vic – Vic, 22,1 km (clm):
|   | Cycliste                     | Équipe | Temps       |
| - | ---------------------------- | ------ | ----------- |
| 1 | Christopher Boardman (GBR)   | GAN    | 25 min 17 s |
| 2 | Aitor Garmendia (ESP)        | ONCE   | + 46 s      |
| 3 | Alberto Leanizbarrutia (ESP) | ONCE   | + 51 s      |

|   | Cycliste                     | Équipe  | Temps            |
| - | ---------------------------- | ------- | ---------------- |
| 1 | Christopher Boardman (GBR)   | GAN     | 14 h 59 min 43 s |
| 2 | Ángel Luis Casero (ESP)      | Banesto | + 1 min 10 s     |
| 3 | Alberto Leanizbarrutia (ESP) | ONCE    | + 1 min 24 s     |

### 6eétape
24-06-1997: Casa Tarradellas (Vic) – Platja d'Aro, 160,7 km :
|   | Cycliste                   | Équipe          | Temps           |
| - | -------------------------- | --------------- | --------------- |
| 1 | Fernando Escartín (ESP)    | Kelme           | 4 h 01 min 40 s |
| 2 | Daniel Clavero (ESP)       | Estepona-Toscaf | + 8 s           |
| 3 | Christopher Boardman (GBR) | GAN             | + 9 s           |

|   | Cycliste                   | Équipe  | Temps            |
| - | -------------------------- | ------- | ---------------- |
| 1 | Christopher Boardman (GBR) | GAN     | 19 h 01 min 32 s |
| 2 | Fernando Escartín (ESP)    | Kelme   | + 1 min 36 s     |
| 3 | Ángel Luis Casero (ESP)    | Banesto | + 1 min 38 s     |

### 7eétape
25-06-1997: Girona – Estació de Pal, 237,0 km :
|   | Cycliste                | Équipe          | Temps           |
| - | ----------------------- | --------------- | --------------- |
| 1 | Bo Hamburger (DEN)      | TVM             | 7 h 02 min 22 s |
| 2 | Daniel Clavero (ESP)    | Estepona-Toscaf | + 8 s           |
| 3 | Mikel Zarrabeitia (ESP) | ONCE            | + 11 s          |

|   | Cycliste                | Équipe  | Temps            |
| - | ----------------------- | ------- | ---------------- |
| 1 | Fernando Escartín (ESP) | Kelme   | 26 h 05 min 59 s |
| 2 | Ángel Luis Casero (ESP) | Banesto | + 02 s           |
| 3 | Mikel Zarrabeitia (ESP) | ONCE    | + 26 s           |

### 8eétape
26-06-1997: Andorra la Vella – Andorra la Vella, 188,6 km :
|   | Cycliste                 | Équipe     | Temps           |
| - | ------------------------ | ---------- | --------------- |
| 1 | Sergueï Outschakov (UKR) | Team Polti | 5 h 07 min 47 s |
| 2 | Henk Vogels (AUS)        | GAN        | m. t.           |
| 3 | Frédéric Moncassin (FRA) | GAN        | + 3 s           |

|   | Cycliste                | Équipe  | Temps            |
| - | ----------------------- | ------- | ---------------- |
| 1 | Fernando Escartín (ESP) | Kelme   | 31 h 13 min 49 s |
| 2 | Ángel Luis Casero (ESP) | Banesto | + 02 s           |
| 3 | Mikel Zarrabeitia (ESP) | ONCE    | + 26 s           |

## Classement général
|    | Cycliste                   | Équipe          | Temps            |
| -- | -------------------------- | --------------- | ---------------- |
| 1  | Fernando Escartín (ESP)    | Kelme           | 31 h 13 min 49 s |
| 2  | Ángel Luis Casero (ESP)    | Banesto         | + 2 s            |
| 3  | Mikel Zarrabeitia (ESP)    | ONCE            | + 26 s           |
| 4  | Daniel Clavero (ESP)       | Estepona-Toscaf | + 53 s           |
| 5  | Pavel Tonkov (RUS)         | Mapei           | + 1 min 04 s     |
| 6  | Armand de las Cuevas (FRA) | Banesto         | + 1 min 19 s     |
| 7  | Bo Hamburger (DEN)         | TVM             | + 1 min 30 s     |
| 8  | César Solaun (ESP)         | Euskadi         | + 2 min 07 s     |
| 9  | Marino Alonso (ESP)        | Banesto         | + 2 min 35 s     |
| 10 | Orlando Rodrigues (POR)    | Banesto         | + 2 min 52 s     |

## Classement de la montagne
|   | Cycliste                  | Équipe            | Points |
| - | ------------------------- | ----------------- | ------ |
| 1 | Héctor Iván Palacio (COL) | Colflavia Telecom | 38     |
| 2 | Fernando Escartín (ESP)   | Kelme             | 31     |
| 3 | Ángel Luis Casero (ESP)   | Banesto           | 28     |

## Classement des metas volantes
|   | Cycliste                 | Équipe               | Points |
| - | ------------------------ | -------------------- | ------ |
| 1 | Eleuterio Anguita (ESP)  | Estepona-Toscaf      | 22     |
| 2 | Mirko Crepaldi (ITA)     | Team Polti           | 13     |
| 3 | José Daniel Bernal (COL) | Petroleo de Colombia | 12     |

## Meilleure équipe
|   | Équipe  | Pays    | Temps            |
| - | ------- | ------- | ---------------- |
| 1 | Banesto | Espagne | 93 h 44 min 55 s |
| 2 | ONCE    | Espagne | + 9 min 43 s     |
| 3 | Mapei   | Italie  | + 10 min 46 s    |